# محمد بن أحمد بن بشر المروزي

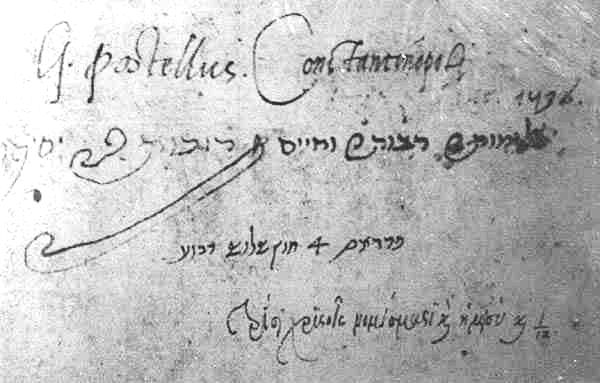
تعليق كتبه كيوم بوستل على مخطوطة «منتهى الإدراك في تقاسيم الأفلاك».

محمد بن أحمد بن أبي بشر المروزي، أبو بكر، المعروف بالخَرَقي (ت. 533 هـ / 1138 م) هو فقيه حنفي و فلكي مسلم.
من آثاره: «تبصرة في علم الهيئة» و «منتهى الإدراك في تقاسيم الأفلاك».